# 阿波川端站
阿波川端站（日语：／ Awa-kawabata eki */?）是一位於日本德島縣板野郡板野町川端中坪，隸屬於四國旅客鐵道（JR四國）的鐵路車站。車站編號為T06，本站只停靠普通列車。

## 車站構造
現時設有簡易站舍一座，由鐵板及鐵架所建成。門口加設無障礙斜道。站舍其中一半被闢作儲物室；約三分之一為候車室；內設有自動售票機，另一端的餘下約六分一座則為洗手間。站舍外有單車停泊處。
只設有側式月台1個，月台兩端經過加長，令現時有效長度為5輛。大部份為露天區域，只有改扎口對出有少敨的屋簷作為上蓋之用。列車靠站時，往高松方向為右側上落，往德島方向為左側上落。

### 月台配置
| 路線    | 方向 | 目的地               |
| ------- | ---- | -------------------- |
| ■高德線 | 下行 | 德島、阿南、牟岐方向 |
| ■高德線 | 上行 | 板野、高松方向       |

## 歷史
- 1927年7月15日：阿波鐵道「鍛冶屋原線」增設「川端停留場」而開業
- 1933年7月1日：阿波鐵道國有化，由日本國有鐵道管理，並昇格為車站，改名為「阿波川端站」[3]。
- 1935年3月20日：因應高德線全通．本站改歸高德線車站。
- 1987年4月1日：日本國鐵分割民營化，車站的營運由JR四國繼承。

## 相鄰車站
四國旅客鐵道（JR四國）
■高德線
板野（T07）－阿波川端（T06）－板東（T05）